# Khalil Taha
Khalil Taha (àrab: خليل طٰه)  (Beirut, 13 de juliol de 1932 - Venice, 27 de juliol de 2020) va ser un lluitador libanès, especialista en lluita grecoromana, que va competir durant els anys posteriors a la Segona Guerra Mundial. Era germà del també lluitador Safi Taha.
El 1952 va prendre part en els Jocs Olímpics d'Estiu de Hèlsinki, on va guanyar la medalla de bronze en la competició del pes wèlter del programa de lluita grecoromana. En el seu palmarès també destaca una medalla de plata als Jocs del Mediterrani de 1951. El 1953 guanyà l'or als Jocs Panàrabs i el 1955 es va traslladar a viure als Estats Units, on una vegada retirat es va dedicar a fer d'entrenador.